# Sarala Kariyawasam
Sarala Kariyawasam är en barnskådespelare från Sri Lanka. Hon är den första lankesiska barnskådespelaren som gjort en internationell debut. Hon har bland annat varit värd i en barn TV-show i Sri Lanka.

## Utmärkelser
Hollywoods Young Artist Foundation har utnämnt Sarala till bästa barnskådespelare i världen för hennes roll i filmen Water. 